# Гай Велей Тутор
Гай Велей Тутор (на латински: Gaius Vellaeus Tutor) e политик и сенатор на ранната Римска империя.
През 26 г. е суфектконсул заедно с Луций Юний Силан.